# كأس الأمير 1999–2000
أقيمت بطولة كأس الأمير الثامنة والثلاثين في موسم 1999/2000، وشارك في هذه البطولة جميع الفرق.

## الفرق المشاركة
- نادي الساحل الكويتي
- نادي اليرموك
- نادي التضامن الكويتي
- نادي خيطان
- نادي الشباب الكويتي
- نادي الفحيحيل
- نادي كاظمة
- نادي الكويت
- نادي الجهراء
- نادي النصر الكويتي
- نادي السالمية
- نادي الصليبيخات
- نادي القادسية الكويتي
- نادي العربي الكويتي

## الدور التمهيدي
- نادي الساحل الكويتي × نادي اليرموك (1:2)
- نادي التضامن الكويتي × نادي خيطان (2:4) ضربات جزاء ترجيحية.
- نادي الشباب الكويتي × نادي الفحيحيل (0:1)
- نادي كاظمة × نادي الكويت (2:4) ضربات جزاء ترجيحية.
- نادي الجهراء × نادي النصر الكويتي (0:1)
- نادي السالمية × نادي الصليبيخات (1:3)

## الدور الربع نهائي
- نادي القادسية الكويتي × نادي الساحل الكويتي (1:2)
- نادي التضامن الكويتي × نادي الشباب الكويتي (0:1)
- نادي السالمية × نادي الجهراء (1:3)
- نادي العربي الكويتي × نادي كاظمة (2:3)

## الدور النصف نهائي
- نادي القادسية الكويتي × نادي التضامن الكويتي (2:1)
- نادي العربي الكويتي × نادي السالمية (1:3) ضربات جزاء ترجيحية.

## مباراة تحديد المركزين الثالث والرابع
- نادي السالمية × نادي القادسية الكويتي (0:3)

## النهائي
- نادي العربي الكويتي × نادي التضامن الكويتي (1:2)

سجل هدفي العربي :
- أحمد موسى
- محمد إديلم

سجل هدف التضامن :
- هادي ضحوي

## هداف البطولة
- علي مروي (السالمية) 3 أهداف.